# Мар'їнська міська рада
Ма́р'їнська міська́ ра́да — адміністративно-територіальна одиниця та орган місцевого самоврядування в Мар'їнському районі Донецької області. Адміністративний центр — місто Мар'їнка.

## Загальні відомості
- Населення ради: 10 674 особи (станом на 2001 рік)

## Населені пункти
Міській раді підпорядковані населені пункти:
- м. Мар'їнка
- с. Побєда

## Склад ради
Рада складається з 30 депутатів та голови.
- Голова ради:
- Секретар ради: Лазаренко Олена Веніамінівна

### Керівний склад попередніх скликань
| Прізвище, ім'я, по батькові     | Основні відомості                                                       | Дата обрання | Дата звільнення |
| ------------------------------- | ----------------------------------------------------------------------- | ------------ | --------------- |
| Віліток Олександр Володимирович | Міський голова, 1968 року народження, член Партії регіонів              | 26.03.2006   | 31.10.2010      |
| Пономаренко Валентина Борисівна | Міський голова, 1954 року народження, освіта вища, член Партії регіонів | 31.10.2010   | 14.10.2014      |

Примітка: таблиця складена за даними сайту Верховної Ради України

### Депутати
За результатами місцевих виборів 2010 року депутатами ради стали:

#### За суб'єктами висування
| Суб'єкт висування           | Кількість обраних депутатів | %    |
| --------------------------- | --------------------------- | ---- |
| Партія регіонів             | 28                          | 93,3 |
| Комуністична партія України | 2                           | 6,7  |

#### За округами
| № округу                    | Прізвище, ім'я, по батькові    | Дата визнання обраним | Освіта             | Партійна приналежність            | Відомості про обраного депутата                                                                     |
| --------------------------- | ------------------------------ | --------------------- | ------------------ | --------------------------------- | --------------------------------------------------------------------------------------------------- |
| Комуністична партія України |                                |                       |                    |                                   | |
| б/м                         | Зволінський Микола Миколайович | 03.11.2010            | вища               | член Комуністичної партії України | Шахта «Південно-донбаська» № 3, замісник начальника дільниці                                        |
| б/м                         | Рукін Євген Миколайович        | 03.11.2010            | середня            | член Комуністичної партії України | ПП «Дукат-сервіс-2005», директор                                                                    |
| Партія регіонів             |                                |                       |                    |                                   | |
| б/м                         | Самуся Валентина Іванівна      | 03.11.2010            | вища               | член Партії регіонів              | Мар‘їнське районне комунальне підприємство БТІ, начальник                                           |
| б/м                         | Дяченко Володимир Миколайович  | 03.11.2010            | середня спеціальна | член Партії регіонів              | пенсіонер                                                                                           |
| б/м                         | Деменко Алла Миколаївна        | 03.11.2010            | вища               | член Партії регіонів              | Мар'їнський дитячий навчальний заклад № 56 «Золотий ключик», завідувачка                            |
| б/м                         | Орешкіна Галина Костянтинівна  | 03.11.2010            | вища               | член Партії регіонів              | Мар'їнська міська рада, секретар міської ради                                                       |
| б/м                         | Овчаренко Іван Миколайович     | 03.11.2010            | вища               | член Партії регіонів              | Мар'їнська загальноосвітня школа № 1, вчитель                                                       |
| б/м                         | Петрій Леонід Павлович         | 03.11.2010            | середня            | член Партії регіонів              | приватний підприємець                                                                               |
| б/м                         | Щадько Віктор Петрович         | 03.11.2010            | вища               | член Партії регіонів              | СТ «Агрокомплект», директор                                                                         |
| б/м                         | Бойко Георгій Ілліч            | 03.11.2010            | середня спеціальна | член Партії регіонів              | приватний підприємець                                                                               |
| б/м                         | Щетінін Дмитро Дмитрович       | 03.11.2010            | вища               | член Партії регіонів              | ТОВ Красногорівське ремонтно будівельне підприємство, директор                                      |
| б/м                         | Завгородній Микола Іванович    | 03.11.2010            | вища               | член Партії регіонів              | ТОВ «Промтехсервіс», директор                                                                       |
| б/м                         | Камиса Олег Іванович           | 03.11.2010            | вища               | член Партії регіонів              | ТОВ Донецький комбінат заморожених продуктів, генеральний директор                                  |
| б/м                         | Удинська Раїса Олександрівна   | 03.11.2010            | вища               | член Партії регіонів              | пенсіонер                                                                                           |
| б/м                         | Шмигін Олександр Євгенович     | 03.11.2010            | вища               | член Партії регіонів              | Фермерське господарство «Руна», голова                                                              |
| 1                           | Цибульник Тетяна Олександрівна | 03.11.2010            | вища               | член Партії регіонів              | приватний підприємець                                                                               |
| 2                           | Бутенко Віталій В'ячеславович  | 03.11.2010            | вища               | член Партії регіонів              | Майстер, філія Мар'їнський «Автодор»                                                                |
| 3                           | Шевцова Світлана Віталіївна    | 03.11.2010            | вища               | член Партії регіонів              | Начальник виробничо-технічного відділу, управління газовогогоспадрства                              |
| 4                           | Дейнека Сергій Анатолійович    | 03.11.2010            | вища               | член Партії регіонів              | комерційне ТОВ «Лада ЛТД», директор                                                                 |
| 5                           | Зубар Ірина Володимирівна      | 03.11.2010            | вища               | член Партії регіонів              | Мар'їнська загальноосвітня школа № 2, вчитель                                                       |
| 6                           | Костенко Олексій Володимирович | 03.11.2010            | вища               | член Партії регіонів              | майстер, шахта ім. Засядько                                                                         |
| 7                           | Чугунова Світлана Кузьмівна    | 03.11.2010            | вища               | член Партії регіонів              | Ренген-лаборант, мар'їнська міська поліклініка                                                      |
| 8                           | Гречко Леонід Олександрович    | 03.11.2010            | вища               | член Партії регіонів              | Начальник служби по експлуатації вуличних газопроводів, мар'їнське управління газового господарства |
| 9                           | Джамбек Михайло Володимирович  | 03.11.2010            | вища               | член Партії регіонів              | тОВ Агроіндустрія сервіс, директор                                                                  |
| 10                          | Овчаренко Віктор Іванович      | 03.11.2010            | вища               | член Партії регіонів              | Головний інженер, сООО ім. Шевченка                                                                 |
| 11                          | Бандровський Олег Євгенович    | 03.11.2010            | вища               | член Партії регіонів              | Головний інженер, марїнське комунальне підприємство «Промінь»                                       |
| 12                          | Гавриш Андрій Миколайович      | 03.11.2010            | вища               | член Партії регіонів              | приватний підприємець                                                                               |
| 13                          | Адаменко Іван Пантелійович     | 03.11.2010            | вища               | член Партії регіонів              | тОВ «Агрофірма Агротіс», директор                                                                   |
| 14                          | Кононенко Сергій Валентинович  | 03.11.2010            | середня            | член Партії регіонів              | приватний підприємець                                                                               |
| 15                          | Лазаренко Олена Веніамінівна   | 03.11.2010            | вища               | член Партії регіонів              | Управління пенсійного фонду України в Мар'їнському районі, головний спеціаліст з кадрів             |